# Grand Prix schansspringen 2022
De Grand Prix schansspringen 2022 ging op 23 juli 2022 van start in het Poolse Wisła en eindigde op 2 oktober 2022 in het Duitse Klingenthal. De Grand Prix voor mannen bestond dit seizoen uit zes individuele wedstrijden en een wedstrijd voor landenteams. De Pool Dawid Kubacki wist de Grand Prix op zijn naam te schrijven. De Grand Prix voor vrouwen bestond dit seizoen uit vijf individuele wedstrijden. De Sloveense Urša Bogataj won de Grand Prix voor vrouwen.

## Mannen

### Kalender
| Datum      | Plaats      | Schans | Opmerking  | Eerste                                      | Tweede                        | Derde                            |
| ---------- | ----------- | ------ | ---------- | ------------------------------------------- | ----------------------------- | -------------------------------- |
| 23/07/2022 | Wisła       | HS134  |            | Dawid Kubacki                               | Kamil Stoch                   | Karl Geiger                      |
| 24/07/2022 | Wisła       | HS134  |            | Kamil Stoch                                 | Dawid Kubacki                 | Jakub Wolny                      |
| 07/08/2022 | Courchevel  | HS135  | Avond      | Manuel Fettner                              | Gregor Deschwanden            | Stefan Kraft                     |
| 17/09/2022 | Râșnov      | HS97   | Team Avond | Oostenrijk Daniel Tschofenig Manuel Fettner | Polen Stefan Hula Pawel Waşek | Japan Reruhi Shimizu Ren Nikaido |
| 17/09/2022 | Râșnov      | HS97   | Avond      | Ren Nikaido                                 | Pawel Waşek                   | Vladimir Zografski               |
| 25/09/2022 | Hinzenbach  | HS90   |            | Dawid Kubacki                               | Anže Lanišek                  | Manuel Fettner                   |
| 02/10/2022 | Klingenthal | HS140  |            | Dawid Kubacki                               | Ryoyu Kobayashi               | Daniel-André Tande               |

### Eindstand
| #  | Atleet             | Land | Punten |
| -- | ------------------ | ---- | ------ |
| 1  | Dawid Kubacki      | POL  | 380    |
| 2  | Manuel Fettner     | AUT  | 210    |
| 3  | Kamil Stoch        | POL  | 182    |
| 4  | Pawel Waşek        | POL  | 175    |
| 5  | Ren Nikaido        | JPN  | 169    |
| 6  | Andreas Wellinger  | GER  | 165    |
| 7  | Daniel Tschofenig  | AUT  | 155    |
| 8  | Gregor Deschwanden | SUI  | 146    |
| 8  | Karl Geiger        | GER  | 146    |
| 10 | Jakub Wolny        | POL  | 117    |

## Vrouwen

### Kalender
| Datum      | Plaats      | Schans | Opmerking | Eerste        | Tweede        | Derde             |
| ---------- | ----------- | ------ | --------- | ------------- | ------------- | ----------------- |
| 23/07/2022 | Wisła       | HS134  |           | Urša Bogataj  | Marita Kramer | Nika Križnar      |
| 24/07/2022 | Wisła       | HS134  |           | Nika Križnar  | Urša Bogataj  | Joséphine Pagnier |
| 07/08/2022 | Courchevel  | HS135  | Avond     | Urša Bogataj  | Nika Križnar  | Julia Clair       |
| 17/09/2022 | Râșnov      | HS97   | Avond     | Eva Pinkelnig | Urša Bogataj  | Nika Prevc        |
| 02/10/2022 | Klingenthal | HS140  |           | Urša Bogataj  | Ema Klinec    | Selina Freitag    |

### Eindstand
| #  | Atleet            | Land | Punten |
| -- | ----------------- | ---- | ------ |
| 1  | Urša Bogataj      | SLO  | 460    |
| 2  | Nika Križnar      | SLO  | 240    |
| 3  | Joséphine Pagnier | FRA  | 209    |
| 4  | Julia Clair       | FRA  | 168    |
| 5  | Katharina Althaus | GER  | 150    |
| 6  | Selina Freitag    | GER  | 146    |
| 7  | Marita Kramer     | AUT  | 125    |
| 7  | Ringo Miyajima    | JPN  | 125    |
| 9  | Nika Prevc        | SLO  | 120    |
| 10 | Yuka Kobayashi    | JPN  | 117    |

## Gemengd

### Kalender
| Datum      | Plaats      | Schans | Opmerking  | Eerste                                                                        | Tweede                                                                   | Derde                                                                                 |
| ---------- | ----------- | ------ | ---------- | ----------------------------------------------------------------------------- | ------------------------------------------------------------------------ | ------------------------------------------------------------------------------------- |
| 17/09/2022 | Râșnov      | HS97   | Team Avond | Oostenrijk Julia Mühlbacher Jan Hörl Eva Pinkelnig Daniel Tschofenig          | Slovenië Nika Prevc Patrik Vitez Urša Bogataj Peter Prevc                | Noorwegen Thea Minyan Bjørseth Bendik Jakobsen Heggli Silje Opseth Fredrik Villumstad |
| 02/10/2022 | Klingenthal | HS140  | Team       | Noorwegen Thea Minyan Bjørseth Marius Lindvik Silje Opseth Daniel-André Tande | Duitsland Selina Freitag Andreas Wellinger Katharina Althaus Karl Geiger | Slovenië Ema Klinec Timi Zajc Urša Bogataj Anže Lanišek                               |